# Rencontres Kim-Xi
Les rencontres Kim-Xi sont des sommets entre la Corée du Nord (RPDC) et la  Chine (RPC) qui se sont déroulés durant l'année 2018. Le leader et chef suprême nord-coréen Kim Jong-un et le secrétaire général du Parti communiste chinois Xi Jinping se sont rencontrés plusieurs fois.
La 1re rencontre s'est déroulée du 25 mars au 28 mars 2018 en Chine sur proposition du président chinois, Kim Jong-un s'est déplacé par voie terrestre dans un train blindé puis en voiture jusqu'au lieu de la rencontre à Pékin. Ce voyage a marqué le 1er voyage diplomatique de Kim Jong-un, celui-ci s'inscrit dans un contexte et une volonté de réchauffement des relations diplomatiques entre la Corée du Nord et le reste du monde, depuis le discours de Kim Jong-un du 1er janvier 2018 et après l'élection en Corée du Sud de Moon Jae-In (qui plaide pour une politique d'apaisement à l'égard de la Corée du Nord). Cette première rencontre intervient avant le sommet inter-coréen d'avril 2018.
Kim et Xi se sont rencontrés une 2eme fois du 7 au 8 mai 2018 à Dalian, en Chine. Kim et Xi se sont aussi rencontrés les 19 et 20 juin 2018 à Zhongnanhai, en Chine.
Ces visites s'inscrivent dans un contexte de réchauffement des relations entre la Chine et la Corée du Nord après le vote de sanctions de l'ONU par la Chine envers la Corée du Nord et permettant à la Chine de revenir au premier plan du jeu international,.

## Première rencontre
La première réunion Chine-Corée du Nord en 2018 a été organisée à l'invitation de Xi Jinping, secrétaire général du Parti communiste chinois (chef suprême de facto). Lors de la rencontre entre les deux chefs d'Etat, Kim Jong-un a officiellement invité Xi Jinping à Pyongyang à un moment qui lui convenait, et Xi a accepté l'invitation.
Au cours du calendrier confidentiel de ce sommet, Xi a présenté et expliqué la liste des cadeaux à Kim, qui a également préparé plusieurs cadeaux et a décrit le détail de ses cadeaux pour Xi. Xi a appelé Kim à renforcer le partenariat stratégique et diplomatique entre la Chine et la Corée du Nord. Kim a souligné à Xi que la Corée du Nord et la Chine sont des pays socialistes, établis de longue date, et qu'il existe de nombreuses manières de coopérer sur des aspects variés à l'avenir. Cette deuxième rencontre s'inscrit avant le sommet entre la Corée du Nord et la Corée du Sud et le sommet entre Kim Jong-un et Donald Trump à Singapour
Cette rencontre n'a été officielle qu'après le déroulement de la rencontre,,.

### Réactions
En ce qui concerne la crise des armes nucléaires nord-coréennes avec une solution diplomatique, et la question de Pékin face à la guerre commerciale américaine, la réunion des deux dirigeants pourrait être un levier important pour répondre à un puzzle de résolution pour les deux pays socialistes.
En ce qui concerne l'agence de presse chinoise, Xinhua, citant la déclaration de Kim, « la question de la dénucléarisation de la péninsule coréenne est résolue et la Corée du Sud et les Etats-Unis répondent de bonne volonté à la paix et à la stabilité mesures pour la réalisation de la paix. » Le nouveau conseiller à la sécurité nationale du président Trump : John Bolton n'adoptera pas la solution déraisonnable, exemples: coûts élevés pour la dénucléarisation de la Corée du Nord (par exemple, retrait des troupes américaines de la péninsule coréenne ou dénucléarisation mutuelle de la Corée du Nord et des États-Unis) après le sommet Kim-Xi.

## Seconde rencontre
Kim Jong-un a rencontré Xi Jinping pour la deuxième fois à Dalian, dans le Liaoning, les 7 et 8 mai 2018,.
Les deux dirigeants ont discuté de la manière de coopérer en matière de dénucléarisation et de paix dans la péninsule coréenne. Ils ont également discuté des relations entre la Chine et la RPDC et d’importantes questions d’intérêt commun, a rapporté Xinhua. Le président américain Donald Trump a souligné que la Chine devrait coopérer avec les États-Unis pour continuer à appliquer les sanctions économiques, avec des sanctions commerciales et financières contre la Corée du Nord jusqu’à ce qu’elle démantèle définitivement ses programmes de missiles nucléaires et ICBM.
C'est la deuxième fois que le chef suprême de la Chine, Xi Jinping, a rencontré Kim Jong-un, en deux mois et Xi Jinping a réaffirmé sa visite d'Etat à Pyongyang à la fin de l'année 2018. Cette deuxième rencontre s'est fait avec différents membre du Bureau politique du Comité central du PCC (Chine) et du PTC (Corée du Nord), selon Xinhua. Cette deuxième rencontre s'inscrit avant le sommet entre Kim Jong-un et Donald Trump à Singapour et témoigne de la « mise en place de mécanismes de consultation entre les deux parties au plus haut niveau » selon l'Association d’amitié franco-coréenne.

## Troisième rencontre
Kim Jong-un a rencontré Xi Jinping à Pékin les 19 et 20 juin 2018 (après le sommet entre la Corée du Nord et les États-Unis à Singapour le 12 juin 2018,. Cette rencontre intervient dans un contexte de différend commercial entre la Chine et les États-Unis,.

## Quatrième rencontre
Kim Jong-un a rencontré Xi Jinping à Pékin du 8 janvier au 12 janvier 2019 avant la préparation du second sommet entre les États-Unis et la Corée du Nord.